# Noah Hobbs
Alfred Bruce Noah Hobbs (Barnstaple, 23 juli 2004) is een Brits baan- en wegwielrenner.

## Carrière
Als tweedejaars junior, in 2022, won Hobbs een etappe in de Keizer der Juniores. Datzelfde jaar behaalde hij een zilveren medaille in het omnium en werd hij derde in de ploegenachtervolging op de Europese kampioenschappen baanwielrennen.
In 2023, Hobbs' eerste jaar als belofte, behaalde hij enkele ereplaatsen in de Ronde van Bretagne, droeg hij een dag de leiderstrui in de Arctic Race of Norway en werd hij derde in de Ronde van de Achterhoek. Op de baan werd hij Europees kampioen ploegenachtervolging bij de beloften. In 2024 won hij etappes in de Alpes Isère Tour en de Ronde van de Elzas en werd hij Europees beloftenkampioen scratch.
In 2025 maakte Hobbs de overstap naar EF Education-Aevolo. In februari van dat jaar behaalde hij een zilveren medaille in de ploegenachtervolging op het Europese kampioenschap baanwielrennen en werd hij nationaal kampioen in de scratch. In maart won hij twee etappes in de Ronde van Alentejo.

## Overwinningen
2022
2e etappe deel B Keizer der Juniores
2024
1e en 3e etappe Alpes Isère Tour
Puntenklassement Alpes Isère Tour
5e etappe Ronde van de Elzas
Puntenklassement Ronde van de Elzas
2025
1e en 3e etappe Ronde van Alentejo
Eind-, punten- en jongerenklassement Ronde van Alentejo
2e, 6e en 7e etappe Ronde van Bretagne
Puntenklassement Ronde van Bretagne
4e etappe Vredeskoers, Beloften

## Ploegen
- 2023 –  Equipe continentale Groupama-FDJ
- 2024 –  Equipe continentale Groupama-FDJ
- 2025 –  EF Education-Aevolo